# ES Troyes AC
A Troyes AC (teljes neve Espérance Sportive Troyes Aube Champagne) egy 1900-ban alapított francia labdarúgóklub Troyes városában. 2020 szeptemberében az angol A Manchester Cityt is birtokló The City Football Group megvásárolta a klub többségi tulajdonrészét.

## Jelenlegi keret
2020. augusztus 25-i állapot szerint
| #  |     | Poszt | Név                                       |
| -- | --- | ----- | ----------------------------------------- |
| 1  | FRA | K     | Ryan Bouallak                             |
| 4  | FRA | V     | Mahamadou Dembélé                         |
| 6  | MLI | KP    | Rominigue Kouamé (kölcsönben a Lille-től) |
| 7  | TUN | CS    | Yoann Touzghar                            |
| 8  | FRA | V     | Jimmy Giraudon ()                         |
| 9  | KOR | CS    | Szok Hjondzsun                            |
| 10 | FRA | KP    | Florian Tardieu                           |
| 12 | ENG | CS    | Levi Lumeka                               |
| 13 | FRA | V     | Gabriel Mutombo                           |
| 14 | FRA | KP    | Dylan Chambost                            |
| 15 | MAD | KP    | Rayan Raveloson                           |
| 16 | FRA | K     | Sébastien Renot                           |
| 17 | GUF | V     | Yoann Salmier                             |

| #  |     | Poszt | Név               |
| -- | --- | ----- | ----------------- |
| 18 | FRA | KP    | Calvin Bombo      |
| 19 | MAR | V     | Oualid El Hajjam  |
| 20 | POR | KP    | Rui Pires         |
| 21 | FRA | KP    | Eden Massouema    |
| 23 | COD | KP    | Stone Mambo       |
| 25 | FRA | V     | Terence Baya      |
| 26 | CGO | CS    | Dylan Saint-Louis |
| 27 | FRA | KP    | Brandon Domingues |
| 28 | FRA | KP    | Maxime Barthelmé  |
| 29 | SEN | CS    | Pape Meïssa Ba    |
| 30 | FRA | K     | Gauthier Gallon   |
| 32 | FRA | CS    | Adel Berkane      |

## Híres játékosok
| - Marcel Artelesa - Nick Carle - Patrice Loko - Jérôme Rothen - Mehdi Meniri - Rafik Saïfi - Mamadou Niang - Fabio Celestini - Joe Gaetjens - Ilija Petković - Bafétimbi Gomis |

## Vezetőedzők
| - Bernard Deferrez 1986–1988. április - Pierre Flamion 1988. április–1988. június - Jean Louis Coustillet 1988–1992 - Patrick Aussems 1992–1992. december - Pierre Flamion 1992–1993 - Alain Perrin 1993–2002 - Jacky Bonnevay 2002. december - Serge Romano 2002. december - Faruk Hadžibegić 2003. január–2004 - Jean-Marc Furlan 2004. május–2007. június - Denis Troch 2007. június–2008. június - Ludovic Batelli 2008. június–2009. április - Claude Robin 2009. április–2009. június - Patrick Rémy 2009. július–2010. június - Jean-Marc Furlan 2010. június–2015. december - Claude Robin 2015. december–2016. február - Mohamed Bradja 2016. február–2016. június - Jean-Louis Garcia 2016. július óta |

## Díjak
- Intertotó-kupa győztes (1): 2001

- Francia kupa döntős (1): 1956

- Coupe Gambardella győztes (1): 1956
  - Döntős (1): 1957

- Ligue 2 bajnok (1): 2014–15